# Nisología
Se denomina Nisología (también escrita como Nesología), ciencia de las islas o estudio de las islas al área del saber que estudia todo lo que se relaciona a los territorios insulares. En la misma se incluye la totalidad del conocimiento sobre islas, abordados desde ámbitos tan variados como son los biológicos, jurídicos, sociales, mitológicos, literarios, históricos, geográficos, filosóficos, psicológicos, etc. El estudio de las particularidades isleñas cobra mayor relevancia frente a la amenaza que sobre ellas se cierne a causa de una progresiva globalización, con el resultado de una homogeneización global, tanto desde el punto de vista biológico como cultural.

## Etimología, historia y desarrollo
Etimología
Etimológicamente, el término “Nisología” se construye con palabras en el idioma griego, en donde νῆσος (nêsos) significa ‘isla’ y λογος (logos) es ‘estudio’. Quien se dedica a la nisología es un “nisólogo”. El término lo acuña por primera vez el profesor Grant McCall con la pretensión de estudiar las islas en sus propios términos, aunque en idioma español algunos autores han preferido utilizar "nesología".
Origen y especialistas
El primer nisólogo fue Diodoro Sículo, historiador griego del siglo I a. C., con su libro quinto de su Biblioteca histórica, siendo un estudio de las islas más amplio que los capítulos de obras anteriores más universales, como las de Pomponio Mela, Estrabón y Plinio. El primero en los tiempos modernos que le dio relevancia y nombre fue un estudioso de la psicología de los espacios, el psicólogo francés Abraham André Moles, al indagar sobre cómo los territorios insulares ejercen una influencia sobre el desarrollo de la personalidad. Él le dio la denominación a esta ciencia: Nissonologie ou Science des iles. Marcos Martínez Hernández, catedrático de Filología Griega de la Universidad de Madrid, profundizó en esta área, proponiendo nombres para sus numerosas especialidades.
Entre los especialistas en nisología, destaca Godfrey Baldacchino, editor de la obra A world of islands e investigador catedrático del Instituto de Estudios de las Islas (IIS) —Institute of Island Studies— en la Universidad de la Isla del Príncipe Eduardo (UPEI), en Canadá. Dicho instituto publica el Island Studies Journal, la revista internacional que se dedica a la investigación de las islas. Otra especialista es Christy Constantakopoulou, profesora del Departamento de Historia, Clásicos y Arqueología del Birkbeck College de Londres, que investiga especialmente las islas del Mediterráneo oriental.

## La utilidad del estudio de las islas
El núcleo de los "estudios de islas" radica en su condición intrínseca: la "insularidad" y la posible influencia o impacto de esta en las áreas cubiertas por cualquier disciplina tradicional, tanto las específicas como las multidisciplinares, desde la ecología, la biogeografía, el comportamiento humano, la arqueología, la economía, la literatura, la economía, la política, etc., y hasta otros en los cuales su aplicación en las islas tiene un carácter particular, como, el laboral, habitacional, migratorio, policial, la eliminación de residuos, la conservación del idioma local, el turismo sostenible, las telecomunicaciones, las comunicaciones físicas, etc.
Entre los argumentos favorables para considerar a las islas como objetos de investigación académica destaca que estas, en particular las pequeñas, constituyen un microcosmos cerrado, íntimo, que alberga representaciones extremas de procesos más generales. Con sus propias normas, en un contexto insular los procesos son más nítidos y más fácilmente entendibles gracias a la mayor intensidad de ciertas variables y la ausencia de otras. Operan como sistemas marcadamente cerrados, muy vulnerables pero, al mismo tiempo, más manejables por el menor número de variables a considerar y lo acotado de la superficie territorial. Son susceptibles de ser estudiados para explorar o ensayar esquemas conceptuales e hipótesis específicas, que podrían ser replicadas en otros territorios más amplios. Además, abrigan representaciones biológicas y culturales únicas que resplandecen en un mundo cada vez más homogeneizado.
Hay consenso en que la Nisología no debe verse necesariamente como una disciplina tradicional, ni debería poseer una metodología particular. Más ajustadamente, se la puede calificar como un enfoque de investigación crítica de tipo interdisciplinario o, incluso, transdisciplinario. La isla, como variable intermedia entre el continente y el mar, condiciona los eventos físicos y sociales de manera distintiva y claramente relevante.

## Ramas que la componen
Dentro de los estudios sobre islas, distintas especialidades se enfocan sobre disciplinas particulares.
La nisología geográfica o nisografía estudia la Geografía de las islas.
La nisología geológica hace foco en todo lo relacionado con la geología de las islas, teniendo a su vez distintas ramas, como la nisogonía (la desaparición de las islas) y la nisogenia (su origen —por emersión, ascenso y descenso del nivel marino, vulcanismo, actividad coralina, etc.—).
La nisología ecológica, entre otras cosas, descifra el nivel de trastorno ambiental que afecta a cada isla y las formas de remediación. Como en general las islas son “arcas de Noé” desde el punto de vista biológico —al cobijar biota endémica, en algunos casos en porcentajes elevados—, las extinciones de los elementos nativos han sido muy habituales, tanto por acción antrópica directa como por la introducción, planificada o accidental, de especies exóticas invasivas.
La nisología paleontológica intenta dilucidar cuáles eran las especies que habitaron en cada isla antes de la llegada de los primeros seres humanos a sus costas, algo que, generalmente, fue el detonante para extinciones masivas de sus endemismos, en especial mamíferos y aves.
La nisología evolutiva o biogeográfica estudia cómo el aislamiento insular coadyuvó para desencadenar procesos de especiación alopátrica, los que terminaron en taxones endémicos, por lo tanto, distintos de los que en un lejano momento habían arribado, permitiendo desarrollos adaptativos particulares para explotar nichos vacantes mediante el fenómeno de la radiación adaptativa o la “regla de la isla” respecto a las transformaciones de tamaño (gigantismo o enanismo). Son clásicos los estudios de Charles Darwin sobre los pinzones y las tortugas de las islas Galápagos o sobre los caballos y el ganado vacuno asilvestrado en las islas Malvinas.
La nisología genética estudia cómo las limitaciones geográficas naturales que poseen las islas hay influido en el acervo genético de los habitantes. Las patologías de origen genético se presentan con mayor frecuencia en poblaciones insulares, al ser pequeñas, estar aisladas y poseer mayor frecuencia de uniones consanguíneas, por lo que exhiben menor variabilidad génica que las áreas continentales. Un área geográfica insular donde se han llevado a cabo numerosas investigaciones genéticas de su población humana es la isla de Islandia.
La nisología arqueológica y la antropológica investiga sobre las distintas culturas que se desarrollaron en el pasado o aún están presentes en islas. La Polinesia es posiblemente el mayor campo de este estudio, destacando la isla de Pascua y la etnia que la habita, los rapanui.
La nisología psicológica estudia cómo el vivir en una isla (con sus rasgos de separación y lejanía) puede influir sobre las características de la personalidad.
La nisología literaria indaga sobre el rol del paisaje insular sobre la producción y estilo de obras de literatura.
La nisología turística trata sobre la explotación económica de los territorios insulares mediante el turismo, rubro que en muchas islas del mundo representa su principal ingreso de capitales.
La nisología jurídica o nisonomía (de nomos que significa ‘norma’) comprende la relación entre el Derecho y las islas, así como la isla como objeto del Derecho.
La nisología histórica estudia las interacciones políticas, económicas, sociales, militares, etc., a lo largo de la historia en las islas, de qué manera estas se influyeron mutuamente y formaron redes por medio de comunicaciones marítimas.
La nisología geopolítica se sustenta en el rol que ha desempeñado históricamente la posesión de islas por su importancia económica, por su incidencia en las esferas de influencia y su poder para ejercer el control y dominio oceánico y militar, siendo las disputas de soberanía de islas (y de las superficies marítimas que de ellas se proyectan, incluidos sus recursos pesqueros e hidrocarburíferos) las que prevalecen entre las áreas en litigio que todavía permanecen sin resolución, por lo tanto, como focos de tensión y distanciamiento entre países.
En muchos casos, la idiosincrasia local de cada isla o archipiélago posee un carácter muy propio, lo que puede llevar a una parte de su población a considerar la posibilidad de anhelar la independencia del territorio continental al cual están sujetos o dependen, pretendiendo crear una suerte de microestado.